# Дубровка (Чеховский район)
Дубровка — деревня в Чеховском районе Московской области, в составе муниципального образования сельское поселение Стремиловское (до 28 февраля 2005 года входила в состав Стремиловского сельского округа), деревня связана автобусным сообщением с райцентром и соседними населёнными пунктами.

## Население
| 2002 | 2006 | 2010 |
| ---- | ---- | ---- |
| 7    | ↘4   | ↗16  |

## География
Дубровка расположенв примерно в 23 км на юго-запад от Чехова, на левом берегу реки Нара, у границы с Жуковским районом (Калужская область) Калужской области), высота центра деревни над уровнем моря — 146 м.

## История
Во второй половине XVIII века усадьбой владела поручица О.И. Козлова и далее её наследники. В середине XIX века - княжна О.П. Мещерская (урожденная Козлова). В 1890 году - мещанин Черкасов и в 1911 году - М.Д. Черкасов. Сохранились остатки небольшого парка. Деревянный главный дом рубежа XIX-XX веков разобран около 1990 года.